# 鲁根多夫
鲁根多夫是德国巴伐利亚州的一个市镇。总面积17.32平方公里，总人口1012人，其中男性504人，女性508人（2011年12月31日），人口密度58人/平方公里。